# Gare d'Issoudun
La gare d'Issoudun est une gare ferroviaire française, de la ligne des Aubrais - Orléans à Montauban-Ville-Bourbon, située sur le territoire de la commune d'Issoudun, dans le département de l'Indre, en région Centre-Val de Loire.
C'est une gare de la Société nationale des chemins de fer français (SNCF) desservie par les trains des réseaux Intercités et TER Centre-Val de Loire.

## Situation ferroviaire
Établie à 129 mètres d'altitude, la gare d'Issoudun est située au point kilométrique (PK) 237,034 de la ligne des Aubrais - Orléans à Montauban-Ville-Bourbon, entre les gares de Sainte-Lizaigne et de Neuvy-Pailloux.
Elle est également le terminus de la ligne de Saint-Florent-sur-Cher à Issoudun aujourd'hui fermée.

## Histoire
De 1852 à 1859 la fréquentation de la gare, en nombre de voyageurs par an, est en augmentation, il passe de 37 964 à 50 614. Durant la même période le tonnage des marchandises est également en hausse, de 11 569 tonnes en 1852, il atteint 26 430 en 1859. 
En 1888, la recette de la gare est de 544 410 francs.
Le bâtiment a été reconstruit après la Seconde Guerre mondiale, pendant laquelle il avait été détruit par un bombardement aérien.[réf. nécessaire]
En 2005, la gare a reçu le 2e prix pour la catégorie « Prix des gares », du concours des villes et villages fleuris.
Le 2 décembre 2022, le déraillement d’un train marchandises lors d’une manœuvre en gare provoque l’arrêt complet des circulations sur l’axe Paris Orléans Toulouse pendant une semaine.

### Fréquentation
La fréquentation de la gare est détaillée dans le tableau ci-dessous :
| 2014    | 2015    | 2016    | 2017    | 2018    | 2019    | 2020    | 2021    | 2022    | 2023    |          |
| ------- | ------- | ------- | ------- | ------- | ------- | ------- | ------- | ------- | ------- | -------- |
| 171 377 | 169 757 | 169 093 | 175 512 | 163 340 | 180 515 | 120 150 | 143 177 | 197 012 | 210 981 | en cours |

## Service des voyageurs

### Accueil

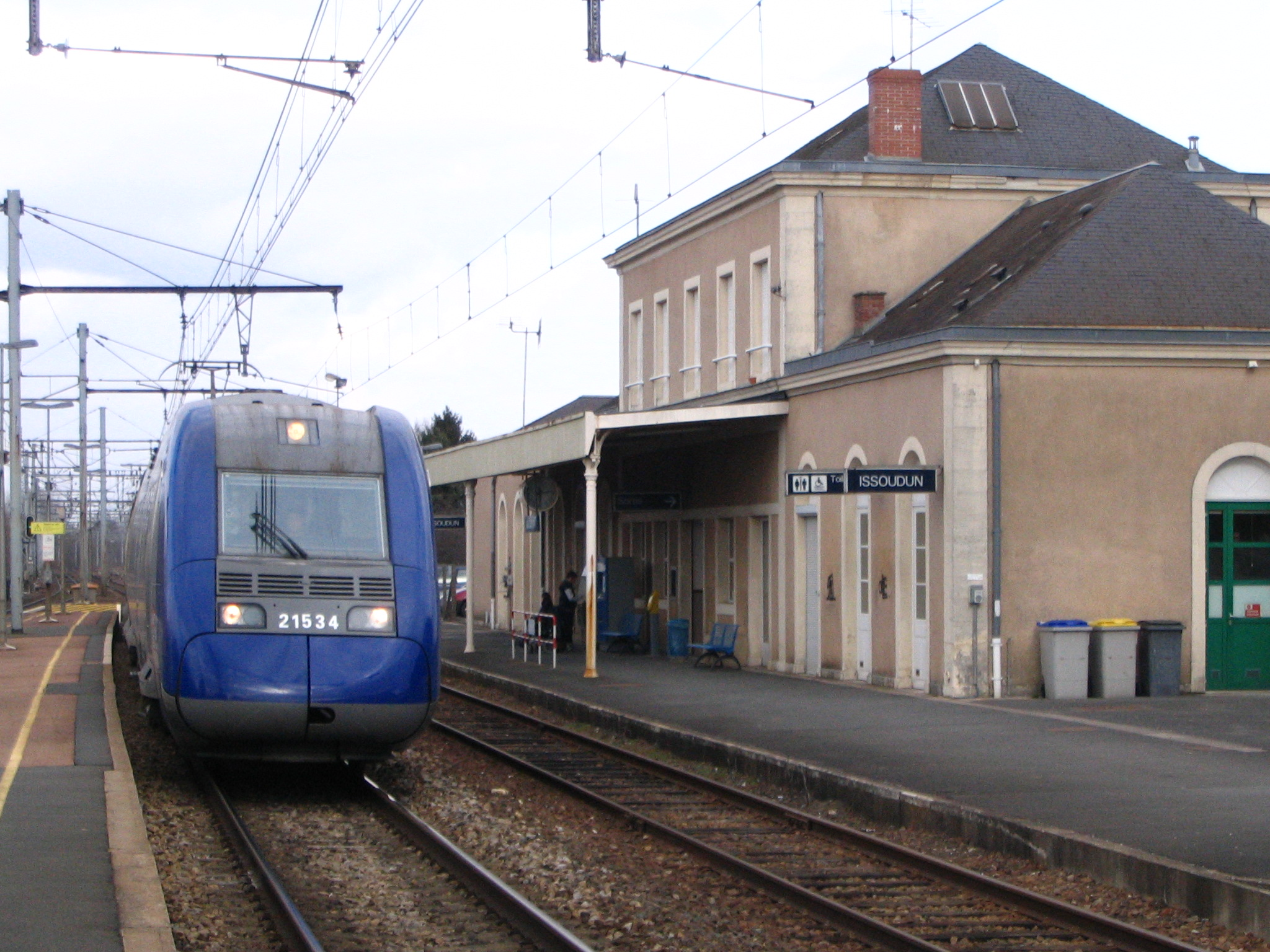
Z 21534 à quai.

Gare SNCF, elle dispose, d'un bâtiment voyageurs avec guichet, de distributeurs automatiques de titres de transport régionaux, d'un espace d'attente en gare chauffé avec places assises, d'un espace d'attente sur les quais avec places assises abritées, de toilettes, de cabine téléphonique et de boîte aux lettres.
Elle est équipée d'un quai latéral (quai 1) et d'un quai central (quai 2) qui mesure 420 m de long et qui encadre les voies 1 et 2. Les deux quais possèdent des abris voyageurs et le changement de quai se fait par un passage souterrain. Tout les trains partent du quai 2. Le quai 1 ne servant qu'aux manœuvre des trains de fret.
La gare dispose de voies de service.

### Desserte
Issoudun est desservie par des trains Intercités, qui circulent entre Paris, Limoges et Toulouse. Pour cette desserte, le type de matériel utilisés sont des locomotives électriques BB 26000, tirant des voitures Intercités.
Au niveau régional, Issoudun est desservie par des trains TER Centre-Val de Loire, qui circulent entre Orléans, Vierzon, Châteauroux et Limoges.

### Intermodalité
La gare est desservie par l'unique ligne du réseau de bus TIG ; les lignes U et V du Réseau de mobilité interurbaine et par les lignes 1.3 et 4.2 du réseau d'autocars TER Centre-Val de Loire.
Un parc de stationnement pour les véhicules motorisés (41 places) et les vélos y est aménagé.

## Service des marchandises
Cette gare est ouverte au trafic du fret et possède six embranchements particuliers (ITE).